# Hyalyris atagalpa
Hyalyris atagalpa är en fjärilsart som beskrevs av Richard Haensch 1905. Hyalyris atagalpa ingår i släktet Hyalyris och familjen praktfjärilar. Inga underarter finns listade i Catalogue of Life.